# Schiedam-Oost
De wijk Schiedam-Oost is een vooroorlogse wijk tussen het centrum van Schiedam en de Rotterdamse wijk Oud-Mathenesse. De wijk wordt begrensd door de Broersvest en de Schiedamse Schie in het westen, de Horvathweg in het noorden, de Hogenbanweg in het oosten en de Rotterdamsedijk in het zuiden. Schiedam-Oost telt ongeveer 11.000 inwoners.
Schiedam-Oost is in de jaren tachtig en negentig gerenoveerd, waarbij ook huizen zijn gesloopt en vervangen door nieuwbouw.
Bij de herziening van de wijkindeling in december 2010 is het Schiedamse deel van Nieuw-Mathenesse, dat een afzonderlijke Schiedamse wijk was, als buurt bij Schiedam-Oost gevoegd. Het betreft het deel, in het oosten begrensd de door Van Deventerstraat, de Nieuw-Mathenesserstraat, de Van Berckenrodestraat en een deel van de Gustoweg, in het zuiden door de Nieuwe Maas, in het westen door de Buitenhaven en de Voorhaven en in het noorden door de Rotterdamsedijk.
Schiedam-Oost is samen met Groenoord en Nieuwland, 1 van de 3 aandachtswijken in Schiedam. Schiedam-Oost wordt niet bestempeld als probleemwijk, terwijl Groenoord wel als probleemwijk wordt bestempeld.
Stad: Schiedam    Buurtschappen: Kerkbuurt · Windas

Wijken: Bijdorp · 's-Gravelandsepolder · Groenoord · Kethel · Nieuw-Mathenesse · Nieuwland · Schiedam-Oost · Schiedam-West · Schiedam-Zuid · Spaanse Polder · Spaland · Stadscentrum · Woudhoek

Zuid-Holland: Steden en dorpen    Nederland: Provincies · Gemeenten